# Малый, Михаил Александрович
Михаил Александрович Малый (род. 3 ноября 1931, Николаев) — передовик производства, токарь Черноморского судостроительного завода Министерства судостроительной промышленности СССР, город Николаев, Украинская ССР. Герой Социалистического Труда (1974). Лауреат Премии Совета министров СССР (1983). Депутат Верховного Совета УССР 10 и 11 созывов. Член Президиума Верховного Совета УССР (1985—1990).

## Биография
Родился 3 ноября 1931 года в семье потомственного рыбака в селе Широкая Балка (ныне в черте г. Николаев). Окончил семилетнюю школу, после чего обучался в Николаевском ремесленном училище, которое окончил в 1948 году.
С 1948 по 1951 год — токарь 5-го разряда в главном механическом цехе № 13 Николаевского судостроительного завода имени Марти. В 1951—1955 годах служил на Северном флоте.
С 1955 по 1974 год — токарь Николаевского судостроительного завода имени Носенко (сегодня — Черноморский судостроительный завод). Получил 6-й разряд.
С 1964 года работал на токарном станке «Шкода», на котором обрабатывал металлические валы до 48 тонн. В 1963 году получил среднее образование, окончив в возрасте 32 лет вечернюю школу рабочей молодёжи. В 1967 году вступил в КПСС.
В январе 1974 году удостоен звания Героя Социалистического Труда «за выдающиеся успехи в выполнении и перевыполнении планов 1973 года и принятых социалистических обязательств». В этом же году назначен бригадиром токарей и в 1975 году — бригадиром комплексной бригады станочников Черноморского судостроительного завода. Имел собственное клеймо. Руководил бригадой до выхода на пенсию.
Избирался делегатом XXVI съезда КПСС, депутатом Верховного Совета УССР (1980, 1985) и членом Президиума Верховного Совета УССР.
После выхода на пенсию проживает в Николаеве.

## Награды
- Герой Социалистического Труда — указом Президиума Верховного Совета СССР от 16 января 1974 года
- Орден Ленина
- Орден «Знак Почёта» (1966)
- Орден Трудового Красного Знамени (1971)
- Орден Октябрьской Революции (1979)
- Заслуженный машиностроитель УССР (2.11.1981)
- Премия Совета Министров СССР (16.04.1983)
- Почётный гражданин Николаева (1989)